# John Vaughn
John David Vaughn OFM (* 3. Juni 1928 in Santa Ana (Kalifornien); † 10. Oktober 2016 in Santa Barbara (Kalifornien)) war ein amerikanischer Franziskaner und von 1979 bis 1991 der 116. Generalminister des Franziskanerordens.

## Leben
John Vaughn war der Sohn von Morgan Leonard Vaughn and Jane Stack. Er besuchte  in  Santa Ana die katholische St. Joseph Elementary School und die Willard High School, danach ein College in Los Angeles und für ein Semester das St. Anthony’s Seminary der Franziskaner in Santa Barbara, bis er am 11. Juli 1948 in die Provinz St. Barbara des Ordens eintrat und in San Miguel das Noviziat absolvierte. Er erhielt den Ordensnamen Manuel, doch nahm er später seinen Taufnamen John wieder an. Seine ewige Profess legte er am 12. Juli 1952 ab.
Vaughn erhielt seine weitere philosophische und theologische Ausbildung in den Studienhäusern seines Ordens in San Luis Rey und Santa Barbara. Er war bekannt für seine gute Singstimme. Am 17. Dezember wurde er von Timothy Manning, damals Weihbischof im Los Angeles, zum Priester geweiht. Nach einigen Monaten seelsorglicher Tätigkeit als Kaplan in Sacramento war er von 1957 bis 1962 Lehrer, Bibliothekar und Vize-Präfekt am St. Anthony’s Seminary in Santa Barbara. Anschließend war er in San Miguel Assistent
des Novizenmeisters und des Pfarrers.
Für ein weiterführendes Studium besuchte John Vaughn die Päpstliche Universität Gregoriana in Rom. Nach seiner Rückkehr im Jahr 1969 wurde er Novizenmeister in Sacramento und gleichzeitig Pfarrer der St.-Franziskus-Pfarrei, Leiter der örtlichen Gruppe des Dritten Ordens sowie Guardian des Konvents in Sacramento. 1973 wählte ihn das Provinzkapitel der Provinz St. Barbara zum Provinzvikar und am 25. Mai 1976 zum Provinzial mit Sitz in Oakland. Bereits am 3. Juni 1979 wurde er für sechs Jahre zum Generalminister des Franziskanerordens gewählt, 1985 für weitere sechs Jahre bestätigt. Dieses Amt übte er von Rom aus. 1982 initiierte er unter dem Motto „Afrika ruft!“ ein „Africa Project“, bei dem Franziskaner aus verschiedenen Ländern motiviert wurden, in mehreren Staaten in Ostafrika in international besetzten Gruppen in der Seelsorge zu arbeiten und die pfarrlichen und ordensinternen Strukturen zu erweitern und zu festigen.
1991 kehrte er in seine Provinz nach Kalifornien zurück und übernahm 1994 in San Miguel erneut das Amt des Novizenmeisters. 2003 wurde er nach Santa Barbara versetzt und betrieb als Vize-Postulator das Verfahren zur Heiligsprechung des Franziskaners Junípero Serra, der im 18. Jahrhundert einen großen Anteil an der Christianisierung Kaliforniens gehabt hatte und am 23. September 2015 von Papst Franziskus heiliggesprochen wurde. Außerdem war Vaugn in der Pfarrseelsorge und als Seelsorger der Klarissen tätig. Zuletzt war er teilweise erblindet.